# Erice
Erice – miasteczko i gmina we Włoszech, w północno-zachodniej części Sycylii, w prowincji Trapani. Według danych na rok 2022 gminę zamieszkuje 26 323 osób, 556,04 os./km².
W starożytności znane jako Eryks, wznosi się na szczycie góry o tej samej nazwie. Nazwa pochodzi od mitycznego Eryksa. Obecnie Erice jest miasteczkiem turystycznym.
Pierwsze osady założyli tu Elymowie w V wieku p.n.e. Ze względu na strategiczne położenie, miasto było przyczyną powtarzających się konfliktów, w szczególności z Grekami i Kartagińczykami; ostatecznie wraz z portem Drepanon przypadło tym ostatnim. W III wieku p.n.e. Kartagińczycy walczyli o Eryks z Rzymianami. Zniszczyli miasto, wyprowadziwszy wcześniej wszystkich jego mieszkańców, którzy przenieśli się do Trapani, ale ulegli Rzymianom w 241 roku.
W czasie panowania Rzymian Erice przyciągało licznych przybyszów ze względu na znajdujące się tutaj sanktuarium Wenus Erycyńskiej. Miasta broniły mury miejskie, pochodzące z różnych okresów. Do dziś zachowały się niewielkie fragmenty megalitycznych murów z VI wieku p.n.e. Większość murów została przebudowana przez Rzymian i Normanów. Wewnątrz tzw. "Castello dello Balio" (zamek Wenus), normańskiej konstrukcji datowanej na XII-XIII wiek, znaleziono ruiny świątyni Wenus Erycyńskiej.
Ze szczytu urwiska, na którym usytuowany jest zamek, rozciąga się panorama miasta Trapani, w tle widoczne są wyspy Egady. Na ruinach antycznego akropolu stoi zamek Pepoli, otoczony ogrodem ("Giardino del Balio").
W Erice mieści się muzeum im. A. Cordici, którego zbiory obejmują archeologiczne wykopaliska od prehistorii po czasy rzymskie. Znajduje się tu m.in. głowa Afrodyty z V-IV wieku p.n.e., zbiór monet, kolekcja płócien z XVII – XIX w. oraz marmurowa rzeźba Zwiastowanie, przypisywana Antonello Gaginiemu.
Erice jest siedzibą Centrum Kultury Naukowej imienia Ettore Majorana; corocznie odbywa się w zabytkowych wnętrzach kilkadziesiąt konferencji, sympozjów i sesji
poświęconym różnym dziedzinom nauki.